# Aeschynit-(Nd)
Aeschynite-(Nd) là một khoáng vật của neodymi, xeri, calci, thori, titan, niobi, oxy, và hydro có công thức hóa học là (Nd,Ce,Ca,Th)(Ti,Nb)2(O,OH)6. Tên gọi xuất phát từ tiếng Hy Lạp có nghĩa là "xấu hổ". Khoáng vật này có độ cứng từ 5 đến 6.